# Левитин, Вениамин Фаустович
Вениамин Фаустович Леви́тин (1905—1966) — советский кинооператор, лауреат Сталинской премии третьей степени. Член КПСС с 1929 года.

## Биография
Венеамин Левитин окончил Ленинградский кинофототехникум. С 1933 года работал оператором-постановщиком на киностудии «Союзфильм» (ныне «Ленфильм»). Участвовал в Великой Отечественной войне в качестве фронтового кинооператора.
Внук — Михаил Юрьевич Левитин (1960—2024), кинооператор, доцент кафедры операторского искусства в СПбГУКиТ.

## Признание и награды
- Сталинская премия третьей степени (1950) — за фильм «Счастливого плавания!»
- орден Красной Звезды (21.4.1943)
- медали

## Фильмография
- 1931 — Парень с берегов Миссури
- 1934 — Частный случай
- 1935 — Лунный камень (совместно с Ф. Зандбергом)
- 1937 — Тайга золотая (совместно с А. И. Погорелым)
- 1938 — Год девятнадцатый
- 1939 — Мужество
- 1941 — Кино-концерт
- 1949 — Счастливого плавания!
- 1952 — Навстречу жизни
- 1953 — Весна в Москве; Честь товарища
- 1954 — Кортик
- 1955 — Следы на снегу
- 1956 — Дорога правды
- 1957 — Балтийская слава
- 1959 — Достигаев и другие
- 1960 — Чужая беда
- 1962 — 713-й просит посадку
- 1963 — Знакомьтесь, Балуев